# E-Car 333
 (avril 2022).
 (octobre 2024).
L'E-Car 333 est une voiture électrique conçue et fabriquée en Belgique et dont la première mondiale aura lieu au Salon de l'automobile de Bruxelles 2017.
Le chiffre repris dans l'appellation du véhicule résume ses principales caractéristiques, trois roues, trois places et 300 km d'autonomie.

## Le projet
Un prototype du véhicule est présenté au Salon de l'automobile de Bruxelles 2017 par Xavier Van der Stappen, initiateur du projet.
Six mois après le salon, Xavier Van der Stappen annonce la création d'ECAR Belgian Green Vehicle, une société chargée de la construction, de l'assemblage et de la vente de la voiture. Cette société rassemble quatre investisseurs belges, déjà impliqués dans les secteurs des énergies renouvelables et de la mobilité :
- Thierry Deflandre, directeur du circuit de Zolder ;
- Laurent Minguet, entrepreneur liégeois, fondateur d'EVS, directeur de l'immobilière Groupe Horizon qui gère des logements à très basse consommation ;
- Le fonds ADOXA, créé par Willy Sonck, qui investit dans des projets durables dans les domaines techniques, de l'habitat et de la culture,
- Patrick Naeyaerts, actif dans le domaine du photovoltaïque et importateur de véhicules électriques.

Différentes entreprises sont associées au projet :
- Les Ateliers Jean Delcourt, une entreprise de travail adapté (ETA) établie à Grâce-Hollogne qui participe à l’élaboration du concept et notamment des carrosseries en lin.
- La société IOL Strategic Design qui assure le développement des diverses versions de la carrosserie ainsi que de l'habitacle.
- La société Green Propulsion assure le développement du châssis tubulaire.
- La Société W2T Wise to Technology, sous la direction de Gabriel KEVERS, a pris en charge le développement électronique du véhicule, ainsi que divers organes de sécurité, le pack batterie hybride, la propulsion et les éclairages.

## Caractéristiques
| Libélé                    | caractéristiques                                |
| ------------------------- | ----------------------------------------------- |
| Batterie                  | Lipo 48-96 V - 16kWh (150 km) - 32 kWh (300 km) |
| Entrainement              | propulsion sur la roue arrière                  |
| Puissance nominale        | 15 kW - 22 kW en pic                            |
| Réducteur                 | rapport unique                                  |
| Freinage avant et arrière | à disques                                       |
| Pneus avant et arrière    | 165/60 R15 H - 185/60 R16 86H - 185/65 R15 88T  |
| Catégories de véhicule    | L5e                                             |

| Libélé          | caractéristiques |
| --------------- | --- |
| Autonomie       | 150 à 300 km, récupération d'énergie au freinage jusqu'à 30%                                                                            |
| Vitesse         | jusqu'à 140 km/h, bridage de 90 km/h à 125 km/h à la demande                                                                            |
| Recharge        | Sur une prise domestique de 16 ampères, au coà»t approximatif de 1 euro/100km, au tarif bi-horaire, selon les conditions du fournisseur |
| Temps de charge | 3 heures pour 100 km, 8h pour 300 km, possibilité de charge rapide                                                                      |
| Emissions       | 0 g CO2/km |

| Libélé         | caractéristiques                                     |
| -------------- | ---------------------------------------------------- |
| Longueur       | 3615 mm                                              |
| Largeur        | 1671 mm                                              |
| Hauteur        | 1564 mm                                              |
| Empattement AV | 2600 mm                                              |
| Empattement AR | 450 mm                                               |
| Voie           | 1425 mm                                              |
| Masse à vide   | 550 kg + batterie de 80 kg (pour 150 km d'autonomie) |
| Charge utile   | jusqu'à 300 kg, selon le modèle                      |

## Versions
- 4 places : deux adultes, deux enfants ou trois adultes;
- buggy 2 places ;
- roadster à capote souple ;
- cargo ;
- pick up.

## Objectifs
Les concepteurs prévoient de vendre cinquante véhicules en 2017 et d'en produire environ 550 sur l'ancien site de Carterpillar d'ici 2020. 